# 帕蒂亞河
帕蒂亞河是哥倫比亞的河流，位於該國西南部，河道全長約400公里，集水區面積約24,000平方公里，發源自索塔拉火山，最終注入太平洋，平均流量每秒1,291立方米。